# Bitwa pod Tamassi
Bitwa pod Tamassi – starcie pomiędzy wojskami Czadu a rebeliantami z frakcji FPRN, które miało miejsce w pobliżu miasta Tamasi, leżącego we wschodnim Czadzie, w dniach 24 oraz 28 kwietnia 2010. W walkach życie straciło – według wojsk rządowych – ponad 100 rebeliantów i dziewięciu żołnierzy.
FPRN to jedna z wielu frakcji czadyjskich bojowników, które wzniecały rebelię wobec rządu w Ndżamenie. Było to pierwsze poważne starcie rebeliantów z siłami bezpieczeństwa od czasu walk pod Am-Dam z maja 2009. Walki wybuchły po tym jak siły stabilizacyjne ONZ w Czadzie poinformowały o planach redukcji kontyngentu z ponad 5000 żołnierzy do 1900.
24 kwietnia 2010 grupa rebeliantów pod dowództwem pułkownika Adama Jakuba dokonały ataku na wojska czadyjskie. Rebelianci podali, że rozbili szeregi sił rządowych. Oświadczenie potwierdzające porażkę sił rządowych wydała także UFR (Unia Sił Oporu), która z armią Czadu walczyła rok wcześniej.
Do kolejnych walk pod Tamassi doszło 28 kwietnia. Armia zaprzeczyła jakoby miała ponieść porażkę w starciach przedstawiając następujący bilans – 9 zabitych żołnierzy i ponad 100 rebeliantów oraz 80 wziętych do niewoli. Brak natomiast było niezależnych źródeł opisujących przebieg bitwy.